# Secuieni (okręg Neamț)
Secuieni – wieś w Rumunii, w okręgu Neamț, w gminie Secuieni. W 2011 roku liczyła 813 mieszkańców.